# Aune Heggebø
Aune Heggebø (Bergen, 2001. július 29. –) norvég korosztályos válogatott labdarúgó, a Brann csatárja.

## Pályafutása

### Klubcsapatokban
Heggebø a norvégiai Bergen városában született. Az ifjúsági pályafutását a Bjarg csapatában kezdte, majd a Brann akadémiájánál folytatta.
2019-ben mutatkozott be a Brann első osztályban szereplő felnőtt keretében. A 2019-es szezon egy kis hányadában a Nest-Sotra, míg a 2020-as szezonban az Øygarden csapatát erősítette kölcsönben. Először a 2019. szeptember 1-jei, Lillestrøm ellen 3–1-re megnyert mérkőzés 72. percében, Amer Ordagić cseréjeként lépett pályára. Első gólját 2021. május 30-án, a Strømsgodset ellen hazai pályán 3–0-ás győzelemmel zárult találkozón szerezte meg.

### A válogatottban
Heggebø az U18-as, az U20-as és az U21-es korosztályú válogatottakban is képviselte Norvégiát.
2022-ben debütált az U21-es válogatottban. Először a 2022. június 10-ei, Finnország ellen 2–0-ra megnyert mérkőzés 90. percében, Erik Botheimet váltva lépett pályára.

## Statisztikák
2023. április 26. szerint
| Klub                    | Szezon   | Osztály     | Bajnokság | Bajnokság | Kupa  | Kupa | Nemzetközi | Nemzetközi | Összesen | Összesen |
| Klub                    | Szezon   | Osztály     | Meccs     | Gól       | Meccs | Gól  | Meccs      | Gól        | Meccs    | Gól      |
| ----------------------- | -------- | ----------- | --------- | --------- | ----- | ---- | ---------- | ---------- | -------- | -------- |
| Nest-Sotra (kölcsönben) | 2019     | OBOS-ligaen | 3         | 2         | 0     | 0    | —          | —          | 3        | 2        |
| Øygarden (kölcsönben)   | 2020     | OBOS-ligaen | 30        | 8         | 0     | 0    | —          | —          | 30       | 8        |
| Brann                   | 2018     | Eliteserien | 0         | 0         | 1     | 1    | —          | —          | 1        | 1        |
| Brann                   | 2019     | Eliteserien | 5         | 0         | 0     | 0    | —          | —          | 5        | 0        |
| Brann                   | 2021     | Eliteserien | 23        | 9         | 2     | 2    | —          | —          | 25       | 11       |
| Brann                   | 2022     | OBOS-ligaen | 30        | 13        | 1     | 1    | —          | —          | 31       | 14       |
| Brann                   | 2023     | Eliteserien | 3         | 1         | 3     | 1    | —          | —          | 6        | 2        |
| Brann                   | Összesen | Összesen    | 61        | 23        | 7     | 5    | 0          | 0          | 68       | 28       |
| Összesen                | Összesen | Összesen    | 94        | 33        | 7     | 5    | 0          | 0          | 101      | 38       |

## Sikerei, díjai
Brann
- OBOS-ligaen
  - Feljutó (1): 2022

- Norvég Kupa
  - Győztes (1): 2022–23